# Mūza Rubackytė

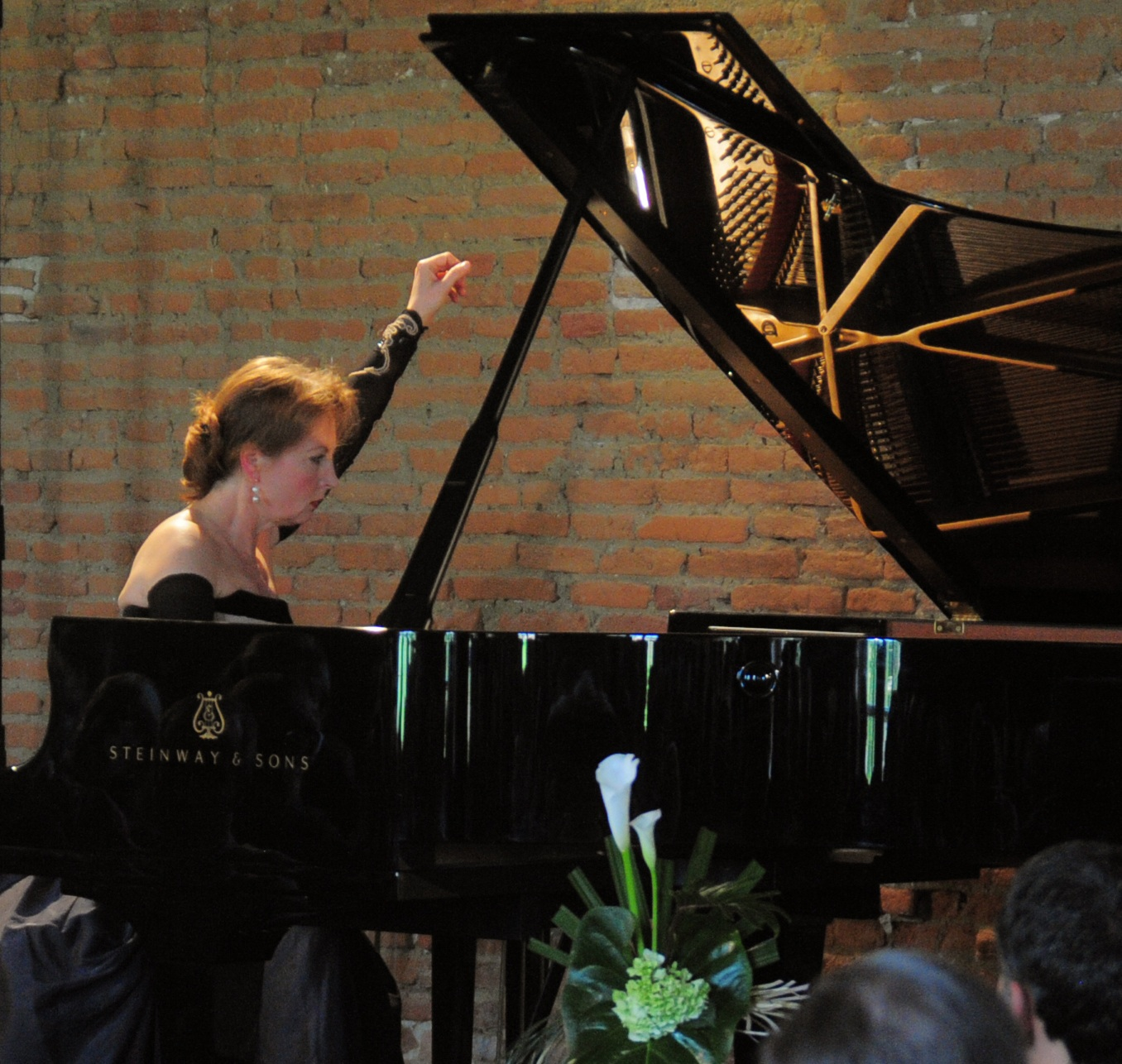
Mūza Rubackytė, 2013

Mūza Rubackytė (* 19. Mai 1959 in Kaunas) ist eine litauische Pianistin und Musikpädagogin.

## Leben
Mūza Rubackytės Urgroßmutter, Mutter und Tante waren Pianisten, der Großvater Orchesterdirigent und Mathematiker. Ihr Vater war Opernsänger. Rubackytė wuchs in Žaliakalnis auf. Von 1965 bis 1973 lernte sie an der Čiurlionis-Kunstschule in Vilnius. Von 1973 bis 1976 studierte sie am LSSR konservatorija (bei Jurgis Karnavičius). 1978 absolvierte sie das Moskauer Konservatorium bei Jakow Wladimirowitsch Flier und von 1978 bis 1981 eine Konservatoriumsassistentur bei M. Voskresenski.
Seit 1978 lehrt sie am LSSR konservatorija. Seit 1989 ist sie Professorin am Conservatoire Rachmaninoff in Paris und seit 2003 an der Musik- und Theaterakademie Litauens.

## Quelle
1. ↑  Leben (Memento des Originals vom 29. Oktober 2013 im Internet Archive)  Info: Der Archivlink wurde automatisch eingesetzt und noch nicht geprüft. Bitte prüfe Original- und Archivlink gemäß Anleitung und entferne dann diesen Hinweis.

| Personendaten    | Personendaten                           |
| ---------------- | --------------------------------------- |
| NAME             | Rubackytė, Mūza                         |
| KURZBESCHREIBUNG | litauische Pianistin und Musikpädagogin |
| GEBURTSDATUM     | 19. Mai 1959                            |
| GEBURTSORT       | Kaunas                                  |